# Томсен, Вильгельм
Вильге́льм Лю́двиг Пе́тер То́мсен (дат. Vilhelm Ludwig Peter Thomsen; 25 января 1842, Копенгаген — 12 мая 1927, Копенгаген) — датский лингвист-тюрколог и историк, профессор, иностранный член-корреспондент Российской Академии наук (с 1894). Автор трудов по истории индоевропейских, прибалтийско-финских и тюркских языков, по этрусскому языку, а также по истории языкознания и истории Европы.

## Биография
Окончил Копенгагенский университет, там же получил докторскую степень и преподавал с 1871 года до выхода в отставку в 1913 году; среди его учеников Кристофер Нюроп. Президент Датского Королевского научного общества (1909). С 1894 года иностранный член-корреспондент Российской Академии наук.
Занимался в основном проблематикой контактов между финно-угорскими и индоевропейскими (германскими и балтийскими) языками, скандинавско-славянскими связями (в том числе, как историк, «варяжской проблемой»). Наиболее известен дешифровкой древнетюркского письма (цикл работ 1893—1896 годов), открытых экспедицией В. В. Радлова в 1891 году, а также очерком истории языкознания XIX века.

## Публикации
- Der Ursprung des russischen Staates (нем.). — Gotha: F. A. Perthes, 1879. — 177 S. Перевод: «Начало русского государства» (1891).
- Дешифровка орхонских и енисейских надписей. — Записки Восточного отделения Императорского русского археологического общества, т. VIII, 1894.
- Inscriptions de l’Orkhon, 1896.
- История языковедения до конца XIX века. М., 1938.